# Египетская литература

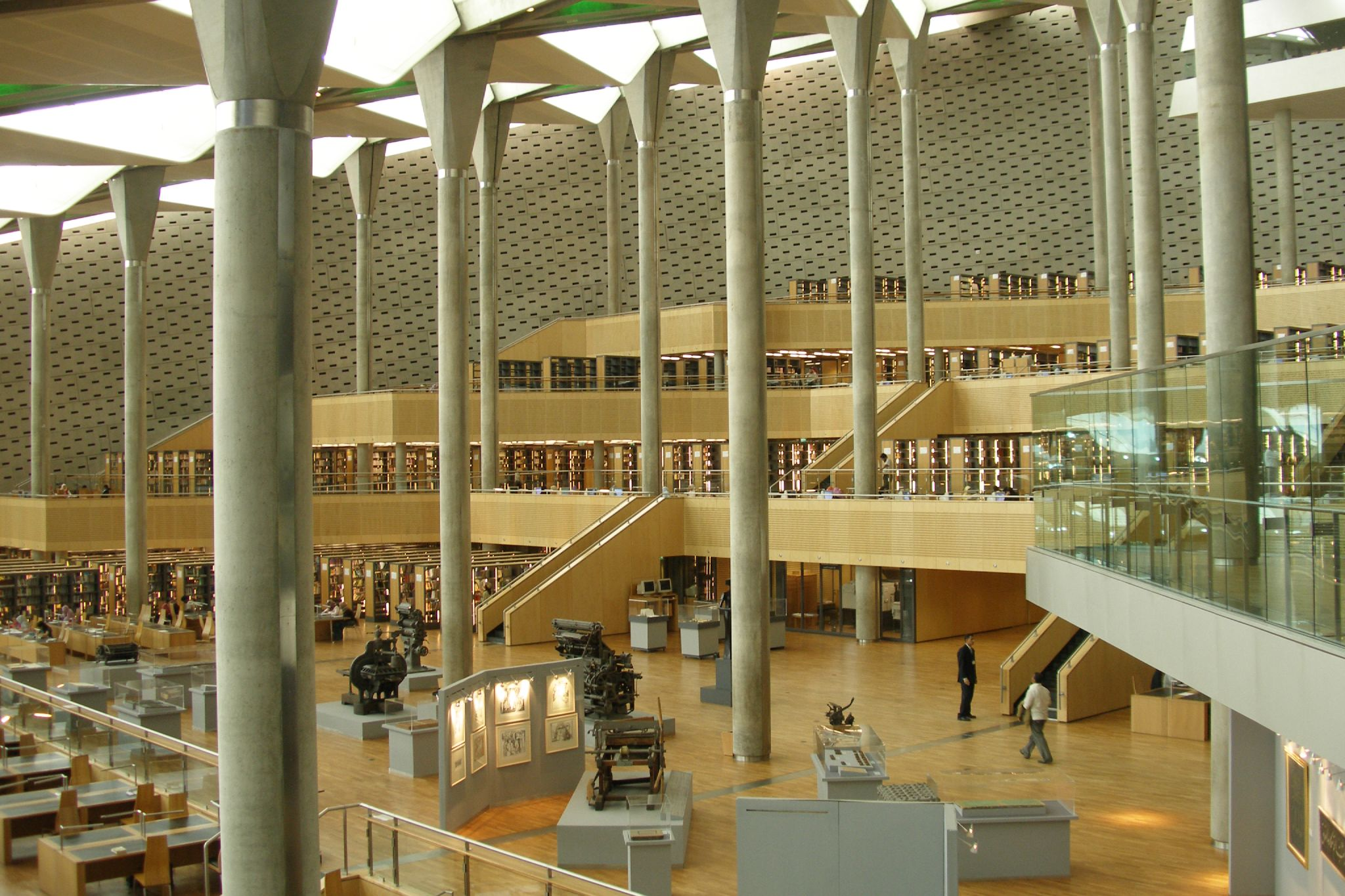
Зал Александрийской библиотеки

Египетская литература — одна из первых литератур мира, берёт своё начало в Древнем Египте. Египтяне изобрели первый прототип книги — свитки из папируса.

## Литература Древнего Египта

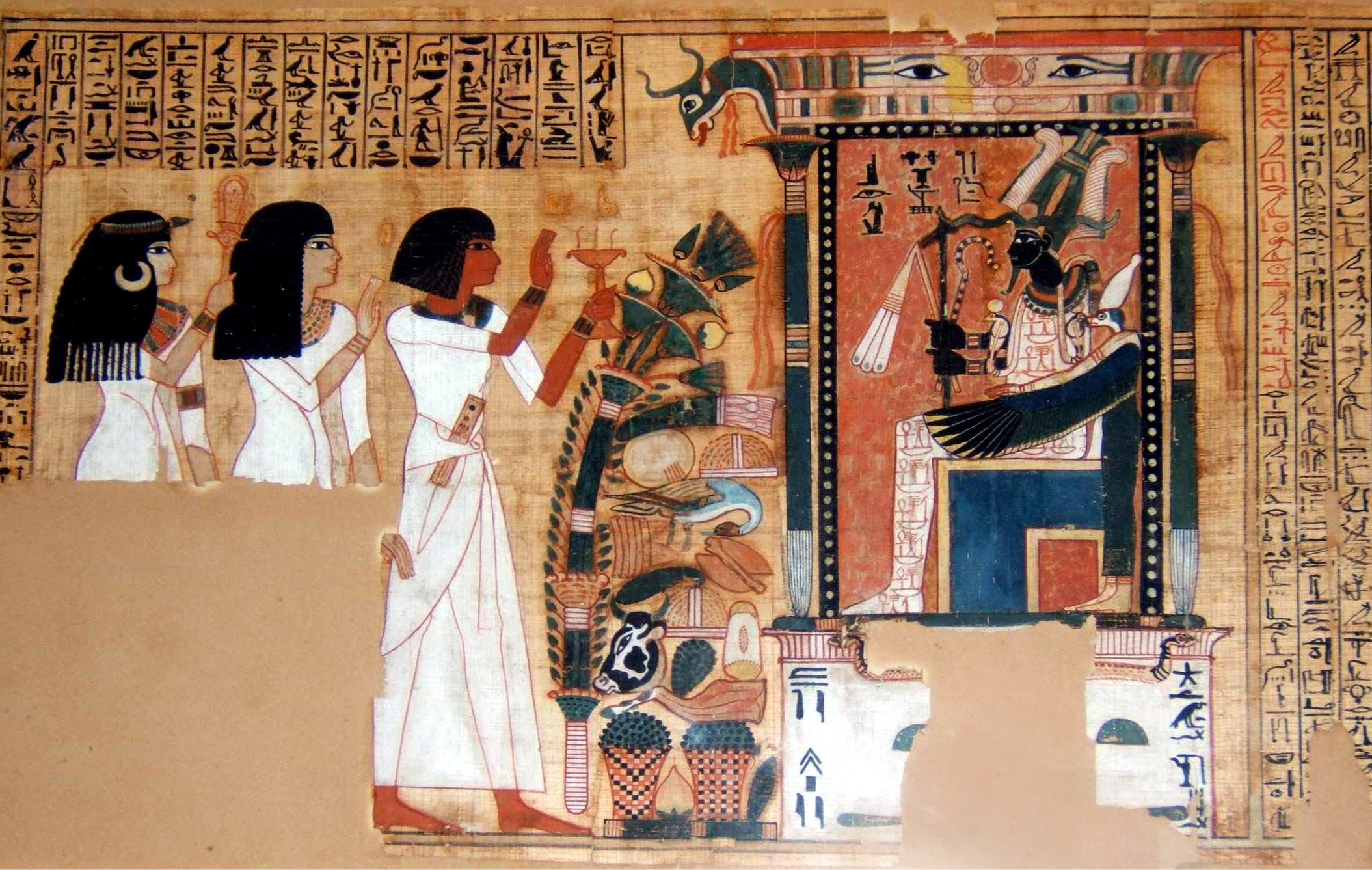
Часть древнеегипетской книги мёртвых в Лувре

## Арабская египетская литература

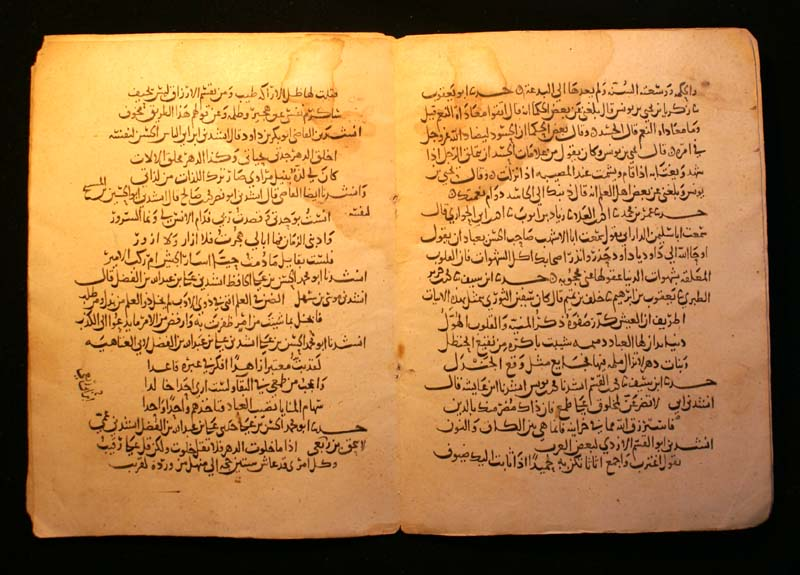
Рукописи сказки «Тысяча и одна ночь» на арабском языке